# Habsora
Habsora és una plataforma d'intel·ligència artificial utilitzar per a l'exèrcit israelià que crea objectius. Les primeres declaracions per les Forces de Defensa d'Israel sobre l'ús d'intel·ligència artificial es remunten a la Guerra dels 11 dies a Gaza el maig de 2021 que fou la primera en la qual oficialment s'utilitzà aprenentatge automàtic i informàtica avançada. Aquesta intel·ligència artificial també seria anomenada "the Gospel" en anglès i accelerà significativament la línia de producció letal d'objectius i que seria comparat amb una "fàbrica". En la guerra a Gaza iniciada el 7 d'octubre de 2023 la preocupació sobre aquest sistema d'intel·ligència artificial anà creixent a causa de la seva complexitat i opacitat sobre com actuava sobre el camp de batalla i en especial sobre els riscos per l'augment de víctimes civils. L'IDF, en canvi, alabà la rapidesa amb què Habsora podia determinar objectius. En els darrers anys, la divisió d'objectius ha ajudat a les FDI a crear una base de dades d'entre 30.000 i 40.000 presumptes militants. Sistemes que Habsora determinaria llistes d'individus autoritzats a ser assassinats incloent centenars d'oficials i soldats. El comandant israelià Aviv Kochavi declarà que era capaç de produir "grans quantitats de dades amb més eficàcia que qualsevol ésser humà i les tradueix en objectius d'atac" i que un cop activada la màquina en la guerra dels 11 dies d'Israel contra Hamàs el maig de 2021, va generar 100 objectius al dia, que posat en perspectiva, "en el passat hauria produït s'haurien decidit 50 objectius a Gaza aquell any, i amb el sistema Habsora es podien determinar 100 objectius en un sol dia, sent un 50% d'ells atacats". El sistema de presa de decisions en intel·ligència artificial analitzaria grans conjunts d'informació procedents de diverses fonts, com ara imatges de drons, comunicacions interceptades, dades de vigilància i informació extreta del seguiment dels moviments i patrons de comportament d'individus i grups grans, però, així i tot, s'ha discutit la seva precisió, ja que s'han maximitzat molt també els danys col·laterals dels atacs.
S'ha plantejat que el sistema Habsora podria estar posant el focus en la quantitat d'objectius i no en la seva pretesa qualitat. Experts israelians han arribat a comentar que la revisió humana no seria factible i que costa arribar a conclusions sobre com decideix l'algoritme, el que dificulta la comprovació de la validesa del resultat i objectiu resultant, el que a més es veuria agreujat amb la intervenció de drons. La intel·ligència artificial estaria donant a l'exèrcit israelià la il·lusió de precisió i anàlisi de matemàtiques i fent creure que els defectes humans estarien sent superats per algoritmes automàtics.